# Aarne Artur Wuorimaa

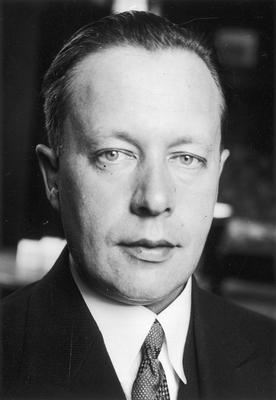
Aarne Artur Wuorimaa

Aarne Artur Wuorimaa seit 1906 (* 8. Februar 1892 als Blomberg in Leivonmäki; † 5. Juli 1975 in Helsinki) war ein finnischer Botschafter.

## Leben
Aarne Artur Wuorimaa war von 1919 bis 1920 in London und von 1920 bis 1922 in Paris akkreditiert. Von 1922 bis 1923 wurde er im Außenministerium beschäftigt. Von 1923 bis 1925 war er beim Völkerbund in Genf und von 1925 bis 1928 in Paris akkreditiert. Von 1928 bis 1933 war er Gesandter in Estland. Von 1933 bis 1939 war er Gesandter in Berlin. Von 1940 bis 1944 war er Gesandter in Ungarn und Bulgarien. Von 1950 bis 1951 leitete er die Personal- und Verwaltungsabteilung des Außenministeriums. 1951 war er Gesandter in Den Haag.